# Designación de nombres del transbordador espacial
Designación de nombres de las misiones del transbordador espacial de la NASA
Las misiones del transbordador espacial llevan la designación STS que en inglés corresponden a las siglas de Space Transportation System (Sistema de Transporte Espacial).
De esta manera, STS va seguido de una cifra que especifica qué número de vuelo es. Así por ejemplo, la misión debut del transbordador espacial Columbia se llamó STS-1.
Sin embargo esto no ha sido siempre así; ya que a partir de la misión del Challenger, lanzado el 3 de febrero de 1984, las designaciones pasarían a ser más complejas: a STS se le agregaría un número de dos dígitos, el primer dígito indicaba el año de lanzamiento "originalmente" programado. El segundo dígito representaba el sitio de lanzamiento ("1" para Florida, "2" para California), y además se agregaba una letra que indicaba el orden de lanzamiento durante el año fiscal, de esta manera la "B" indicaba que se trataba del segundo lanzamiento del año fiscal.

## Un ejemplo del sistema de designación numérica
En la misión STS 41-C del Challenger (lanzado el 6 de abril de 1984) el "4" significa que fue lanzado (o planeado) en 1984, el "1" significa que fue lanzado desde Florida y la "C" indica que fue el tercer lanzamiento del año fiscal de Estados Unidos. Téngase muy cuenta que el año fiscal estadounidense no es coincidente con el año de calendario porque empieza el 1 de octubre y termina el 30 de septiembre.

## Vuelta al sistema original
Con la tragedia del Challenger el 28 de enero de 1986, la NASA no volvió a lanzar un transbordador hasta el 3 de octubre de  1988. A partir de entonces las misiones llevan la designación STS y el número de lanzamiento.